# Ally Carter
Ally Carter é o pseudônimo de Sarah Leigh Fogleman (nascida em 1 de janeiro de 1974), Ela estudou na Oklahoma State University e na Cornell University. Carter começou a escrever aos 12 anos. Ela publicou seu primeiro livro em 2005, Cheating at Solitaire. The Outsiders, de S.E. Hinton, a deixou interessada em escrever. Carter primeiro foi roteirista, depois começou a escrever romances. Alguns de seus livros foram My True Love Gave to Me, Double Crossed, Learning to Play Gin e Cheating At Solitair . Ela também escreveu duas séries, Gallagher Girls Books e Heist Society Books. All Fall Down saiu em 20 de janeiro de 2015 para iniciar sua nova série, Embassy Row.
Carter escreve sobre espiões e ladrões adolescentes. Seus livros foram vendidos em mais de 20 idiomas. Ela leva de quatro a seis semanas para escrever uma história, mas ela gasta muito mais tempo editando as histórias. Seus livros figuraram em diversas listas de best-sellers, como a do New York Times, além de venderem mais de dois milhões de exemplares somente nos Estados Unidos.

### SérieGallagher Girls
1. I'd Tell You I Love You, But Then I'd Have to Kill You (2006)
2. Cross My Heart and Hope to Spy (2007)
3. Don't Judge a Girl by Her Cover (2009)
4. Only the Good Spy Young (2010)
5. Out of Sight, Out of Time (2012)
6. United We Spy (2013)
7. The Spies That Bind (2018)

### SérieHeist Society
1. Heist Society (2010)
2. Uncommon Criminals (2011)
3. Perfect Scoundrels (2013)

### SérieEmbassy Row
1. All Fall Down (2015)
2. See How They Run (2015)
3. Take The Key And Lock Her Up (2016)

### SérieWinterborne Home
1. Winterborne Home for Vengeance and Valor (2020)
2. Winterborne Home for Mayhem and Mystery (2021)

### Outros livros
1. Cheating At Solitaire (2005)
2. Learning to Play Gin (2006)
3. Not If I Save You First (2018)
4. Dear Ally, How Do You Write a Book? (2020)
5. The Blonde Identity (2023)

### Novelas
1. Double Crossed: A Spies and Thieves Story (2013)
2. The Grift of the Magi (2016)

### Antologias
1. My True Love Gave to Me (2014)